# 삼성 NX20
삼성 NX20은 삼성디지털이미징이 2012년 5월 발매한 렌즈 교환식 미러리스 카메라이다. 삼성 NX11의 후계기이다. 전작과 비교하면, 122 x 89.6 x 39.5mm 의 크기와 341g으로 크기는 거의 흡사하나 무게는 약간 가벼워졌으며, 센서, 연사속도, ISO 감도, 동영상 해상도 등 모든 성능적인 면이 크게 개선되었다.
또한 위상차 검출식 AF가 아닌 촬상면 컨트라스트 AF 시스템을 적용했음에도 불구하고 빠르고 정확한 자동 초점이 가능하며, 뛰어난 화질의 AMOLED 화면, 1280 X 720의 고화질의 동영상 촬영도 가능한 것이 특징이다.

## 갤러리

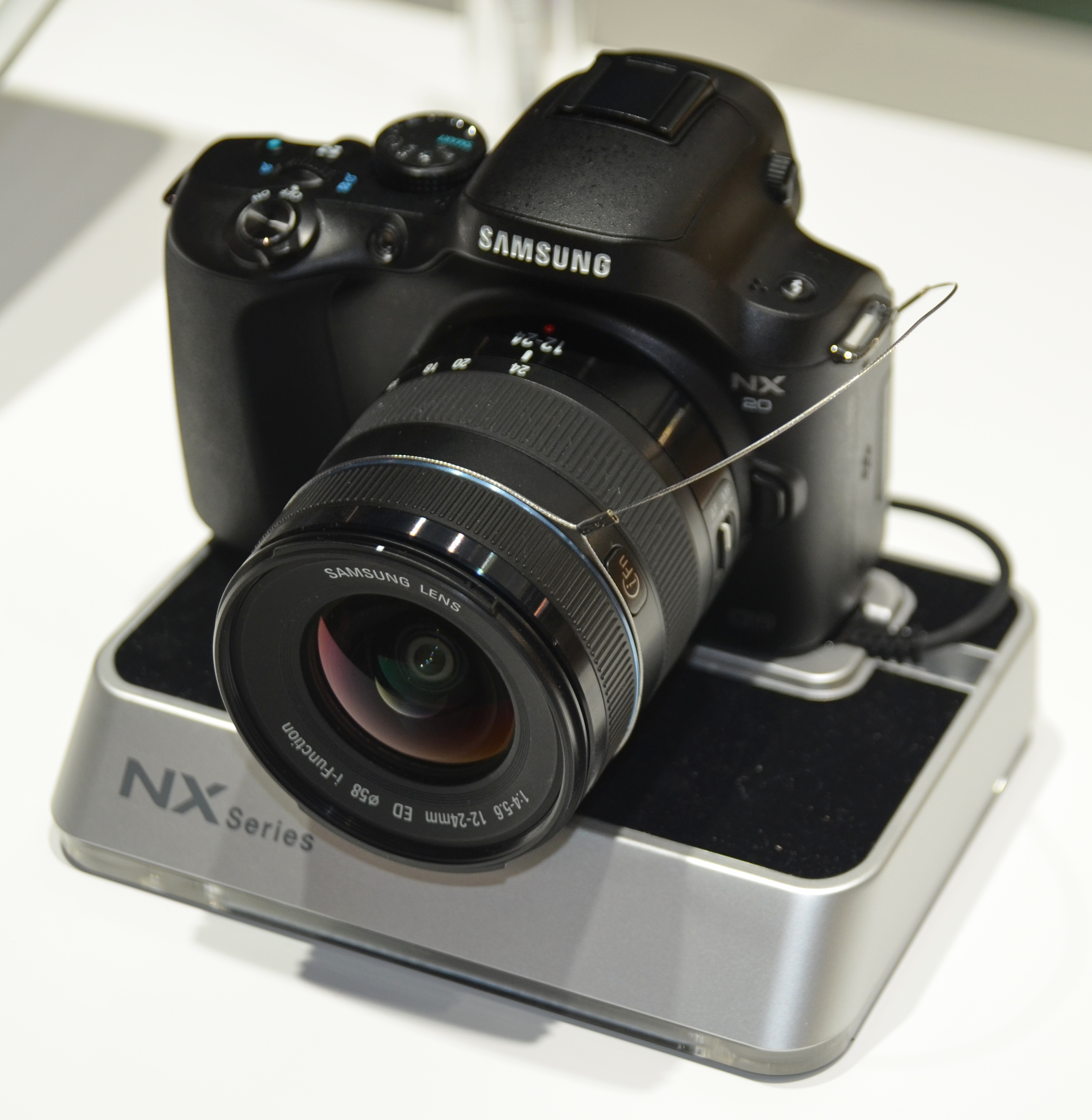
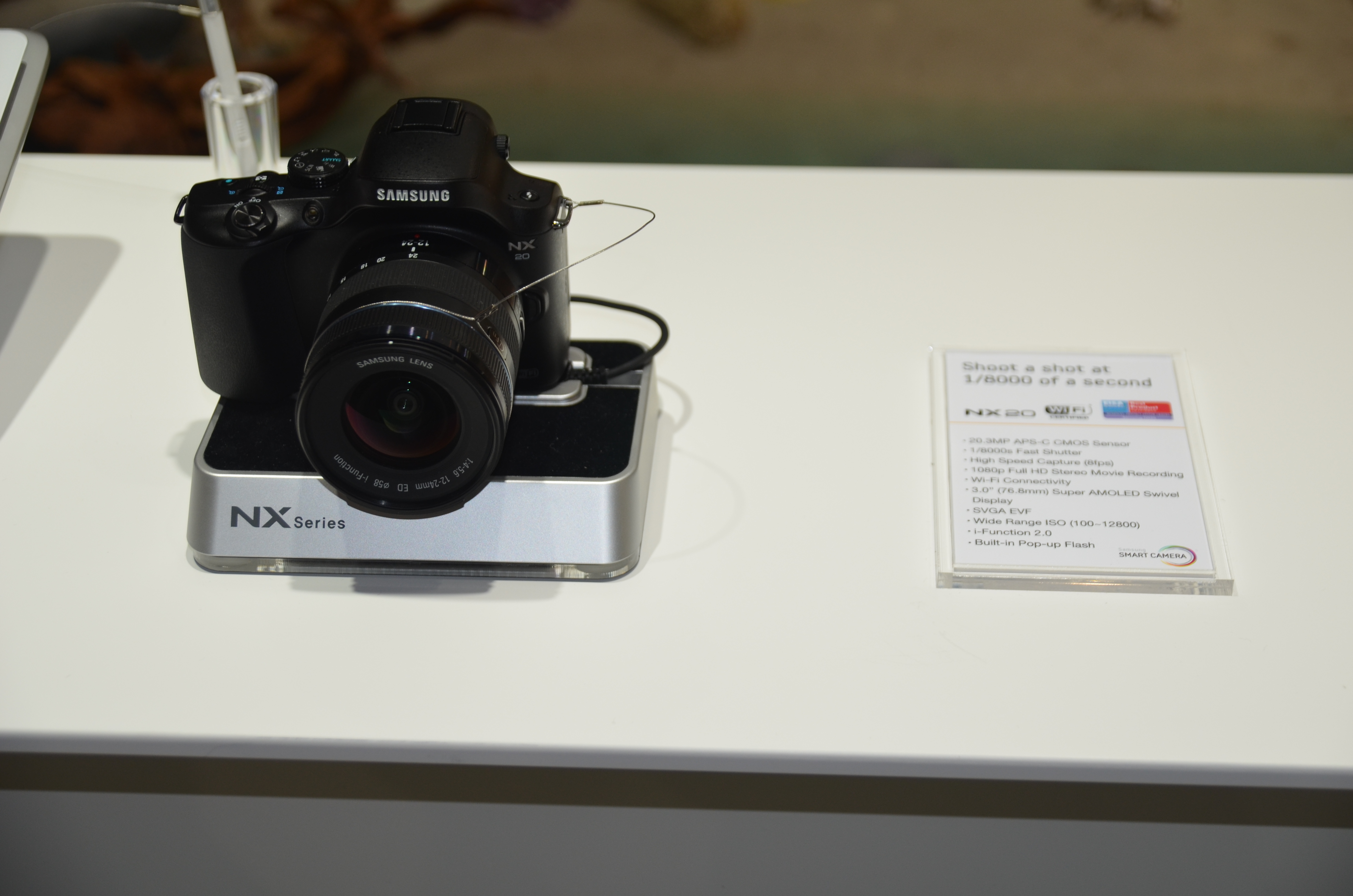
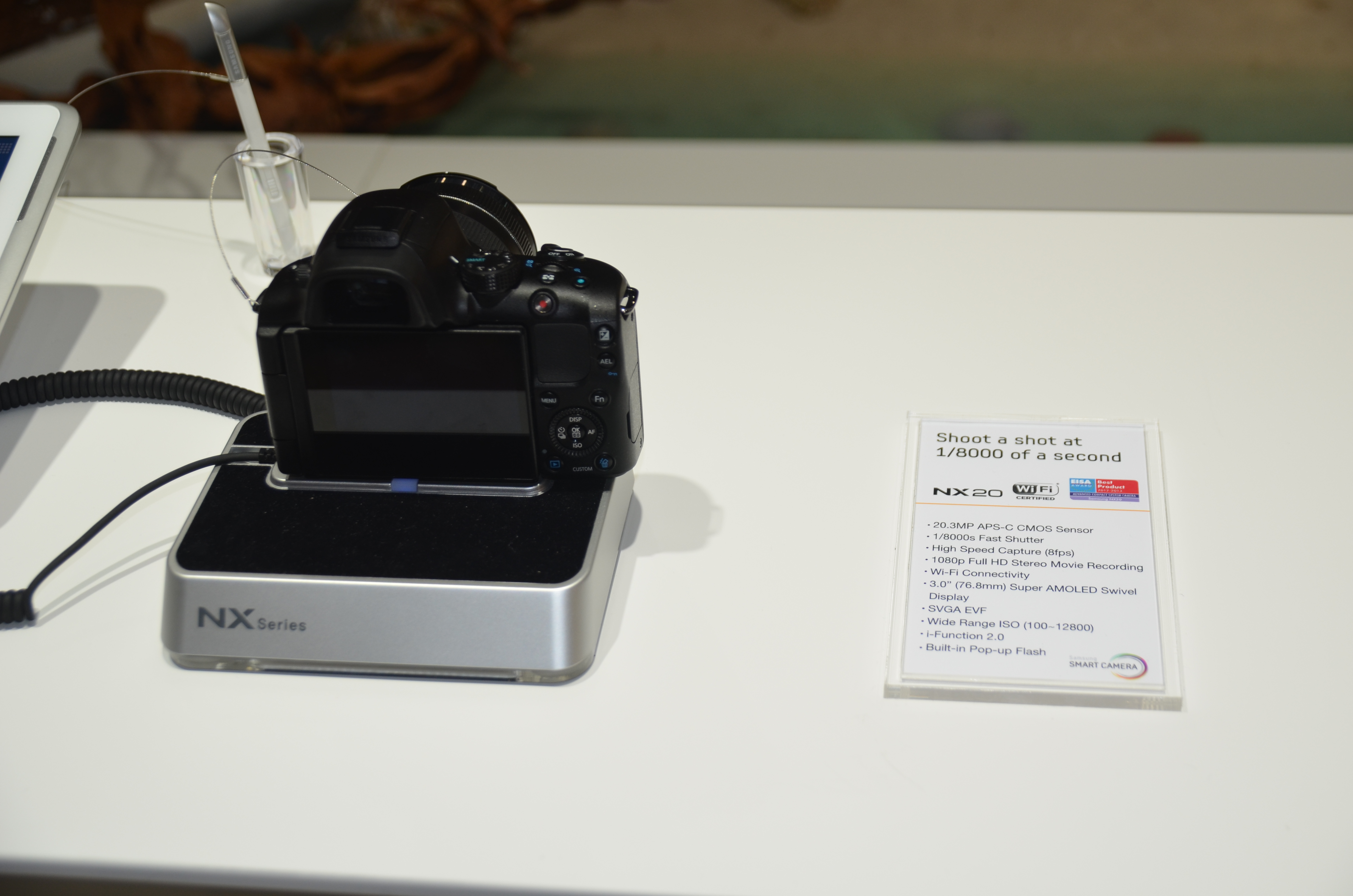
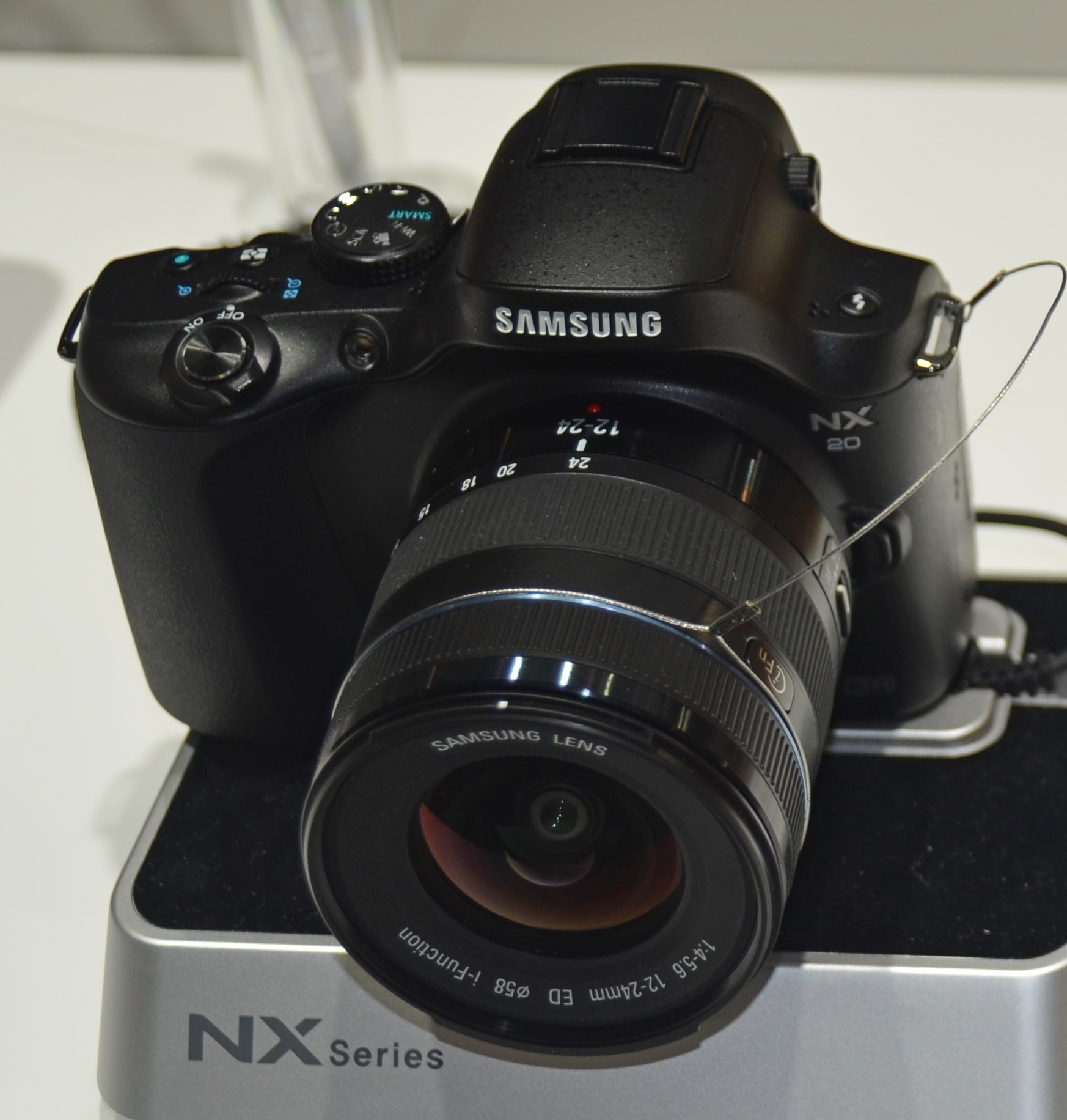

## 같이 보기
- 렌즈 교환식 미러리스 카메라